# Coupe du monde de cyclo-cross 2002-2003
Navigation
2001-2002 2003-2004
La 10e édition de la coupe du monde de cyclo-cross s'est déroulée entre les mois de novembre 2002 et janvier 2003. Elle comprenait cinq manches disputées par les hommes et les femmes. Les vainqueurs dans chacune de ces catégories sont respectivement Bart Wellens et Daphny van den Brand.

## Hommes élites

### Résultats
| #  | Lieu        | Date        | Vainqueur           | Deuxième            | Troisième    |
| -- | ----------- | ----------- | ------------------- | ------------------- | ------------ |
| 1. | Francfort   | 24 novembre | Bart Wellens        | Mario De Clercq     | Sven Nys     |
| 2. | Kalmthout   | 22 décembre | Richard Groenendaal | Mario De Clercq     | Ben Berden   |
| 3. | Liévin      | 5 janvier   | Sven Nys            | Richard Groenendaal | Bart Wellens |
| 4. | Wetzikon    | 19 janvier  | Bart Wellens        | Mario De Clercq     | Ben Berden   |
| 5. | Hoogerheide | 16 février  | Sven Nys            | Bart Wellens        | Ben Berden   |

### Classement final
|    | Coureur             | Pays     | Pts |
| 1  | Bart Wellens        | Belgique | 305 |
| 2  | Sven Nys            | Belgique | 300 |
| 3  | Mario De Clercq     | Belgique | 250 |
| 4  | Richard Groenendaal | Pays-Bas | 232 |
| 5  | Ben Berden          | Belgique | 215 |
| 6  | Erwin Vervecken     | Belgique | 168 |
| 7  | Petr Dlask          | Tchéquie | 151 |
| 8  | Vaclav Jezek        | Tchéquie | 132 |
| 9  | Sven Vanthourenhout | Belgique | 132 |
| 10 | John Gadret         | France   | 119 |

## Femmes élites

### Résultats
| #  | Lieu        | Date        | Vainqueur            | Deuxième           | Troisième          |
| -- | ----------- | ----------- | -------------------- | ------------------ | ------------------ |
| 1. | Francfort   | 24 novembre | Daphny van den Brand | Hanka Kupfernagel  | Laurence Leboucher |
| 2. | Kalmthout   | 22 décembre | Daphny van den Brand | Laurence Leboucher | Marianne Vos       |
| 3. | Liévin      | 5 janvier   | Daphny van den Brand | Laurence Leboucher | Marianne Vos       |
| 4. | Wetzikon    | 19 janvier  | Daphny van den Brand | Hanka Kupfernagel  | Laurence Leboucher |
| 5. | Hoogerheide | 16 février  | Daphny van den Brand | Corine Dorland     | Anja Nobus         |

### Classement final
|   | Coureuse             | Pays     | Pts |
| 1 | Daphny van den Brand | Pays-Bas | 360 |
| 2 | Hilde Quintens       | Belgique | 234 |
| 3 | Anja Nobus           | Belgique | 207 |
| 4 | Corine Dorland       | Pays-Bas | 199 |
| 5 | Laurence Leboucher   | France   | 140 |